# Chalyboclydon apicata
Chalyboclydon apicata är en fjärilsart som beskrevs av Alfred Ernest Wileman 1916. Chalyboclydon apicata ingår i släktet Chalyboclydon och familjen mätare. Inga underarter finns listade i Catalogue of Life.